# Euclidinis
Els euclidinis (Euclidiini) són una tribu de lepidòpters ditrisis de la família dels erèbids (Erebidae), subfamília Erebinae.

## Gèneres
- Caenurgia
- Caenurgina
- Callistege
- Celiptera
- Doryodes
- Euclidia
- Leucomelas
- Mocis
- Pantydia
- Paramocis
- Ptichodis

## Gèneres que també poden pertànyer aquí
- Chamyna
- Ctenusa
- Discosema
- Donectusa
- Epidromia
- Euonychodes
- Homaea
- Melapia
- Nymbis
- Perasia
- Phurys
- Remigiodes
- Scodionyx
- Teratocera

## Galeria

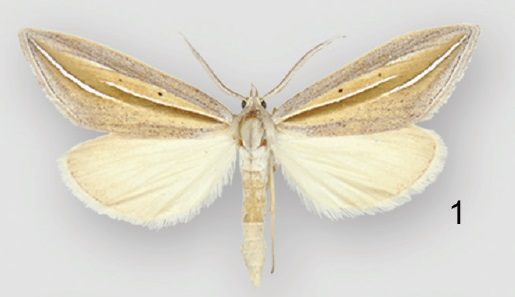
Doryodes bistrialis
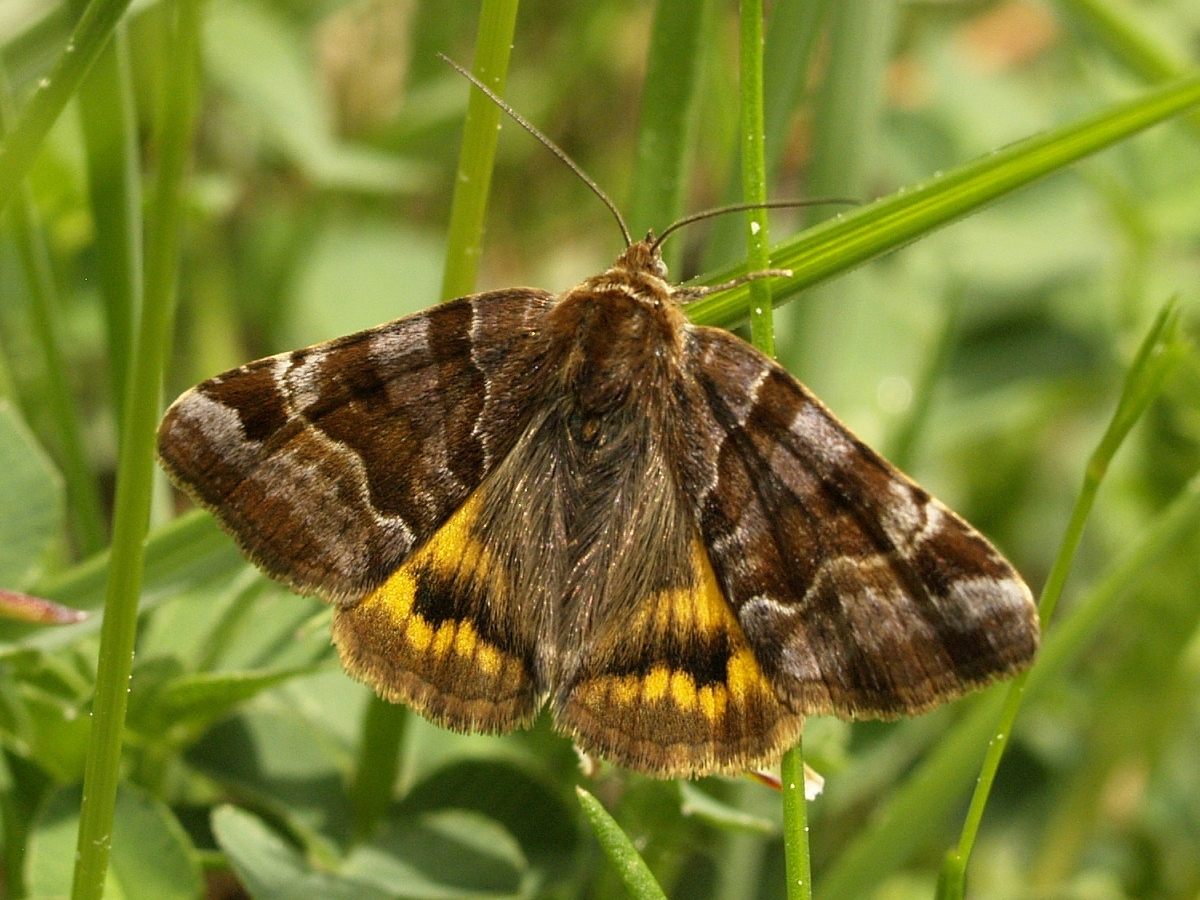
Euclidia glyphica